# Conus chiangi
Conus chiangi é uma espécie de gastrópode do gênero Conus, pertencente a família Conidae.

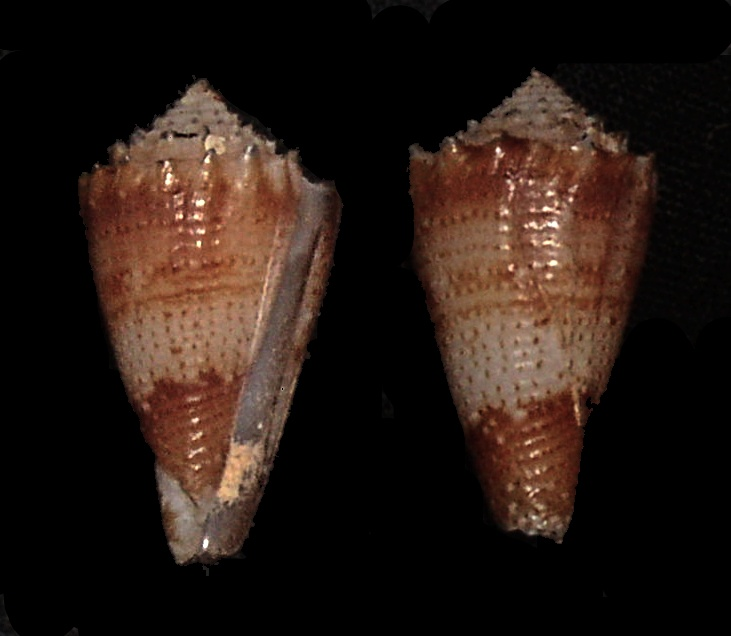